# رن (ژن)
رَن (انگلیسی: Ran) که بدان «پروتئین هسته‌ای رَنِ متصل‌شونده به جی‌تی‌پ‌آز» هم می‌گویند، نام یک پروتئین است که انسان توسط ژن «RAN» کُد می‌شود که بر روی کروموزوم ۱۲ قرار دارد.
واژهٔ «رَن» شکل مخفف‌شدهٔ «پروتئین هسته‌ای مرتبط با راس» (انگلیسی: RAs-related Nuclear protein) است. این پروتئین، یک مولکول کوچک با وزن ۲۵ کیلو دالتون است که در حمل و نقل پروتئین‌ها به داخل و خارج هسته سلولی در جریانِ مرحلهٔ اینترفاز نقش دارد و در انجامِ میتوز هم دخیل است.
رَن یکی از اعضای «خانوادهٔ بزرگ راس» است و خودش یک جی‌تی‌پ‌آز کوچک است که برای جابه‌جاییِ RNA و پروتئین‌ها از خلالِ منافذ هسته‌ای ضروری است. این مولکول پروتئینی در سنتز DNA و پیشبرد چرخهٔ سلولی هم شرکت دارد؛ چر که جهش در ژن سازندهٔ رَن، منجر به توقف سنتز DNA می‌شود.